# Razzie Award för sämsta manliga skådespelare
Nedan följer en lista över vinnare och nominerade av en Razzie Award för Sämsta manliga skådespelare, (Golden Raspberry Award for Worst Actor), och priset har delats ut i den här kategorin sedan den allra första galan.
Vinnare presenteras överst i fetstil och gul färg. Året avser det år som personerna vann för, varpå de vann på galan året därpå.

## 1980-talet
| År                      | Skådespelare                        | Film                        | Roll               |
| 1980 (1:a)              |                                     |                             |                    |
| ----------------------- | ----------------------------------- | --------------------------- | ------------------ |
| 1980 (1:a)              | Neil Diamond                        | The Jazz Singer             | Yussel Rabinovitch |
| 1980 (1:a)              | Michael Beck                        | Xanadu                      | Sonny Malone       |
| 1980 (1:a)              | Robert Blake                        | Coast to Coast              | Charles Callahan   |
| 1980 (1:a)              | Michael Caine                       | I nattens mörker            | Dr. Robert Elliott |
| 1980 (1:a)              | Michael Caine                       | Fruktans ö                  | Blair Maynard      |
| 1980 (1:a)              | Kirk Douglas                        | Saturn 3                    | Adam               |
| 1980 (1:a)              | Richard Dreyfuss                    | Tävlingen                   | Paul Dietrich      |
| 1980 (1:a)              | Anthony Hopkins                     | A Change of Seasons         | Adam Evans         |
| 1980 (1:a)              | Bruce Jenner (numera Caitlyn)       | Can't Stop the Music        | Ron White          |
| 1980 (1:a)              | Sam J. Jones                        | Blixt Gordon                | Blixt Gordon       |
| 1981 (2:a)              |                                     |                             |                    |
| Klinton Spilsbury       | The Legend of the Lone Ranger       | John Reid / The Lone Ranger |                    |
| Gary Coleman            | On the Right Track                  | Lester                      |                    |
| Bruce Dern              | Tattoo                              | Karl Kinsky                 |                    |
| Richard Harris          | Tarzan, apmannen                    | James Parker                |                    |
| Kris Kristofferson      | Heaven's Gate                       | James Averill               |                    |
| Kris Kristofferson      | Rollover                            | Hubbell Smith               |                    |
| 1982 (3:e)              |                                     |                             |                    |
| Laurence Olivier        | Inchon                              | Douglas MacArthur           |                    |
| Willie Aames            | Paradise                            | David                       |                    |
| Willie Aames            | Zapped!                             | Peyton Nichols              |                    |
| Christopher Atkins      | The Pirate Movie                    | Frederic                    |                    |
| Luciano Pavarotti       | Yes, Giorgio                        | Giorgio Fini                |                    |
| Arnold Schwarzenegger   | Conan Barbaren                      | Conan                       |                    |
| 1983 (4:e)              |                                     |                             |                    |
| Christopher Atkins      | A Night in Heaven                   | Rick Monroe                 |                    |
| Lloyd Bochner           | The Lonely Lady                     | Walter Thornton             |                    |
| Lou Ferrigno            | Hercules                            | Hercules                    |                    |
| Barbra Streisand (Drag) | Yentl                               | "Anshel" Mendel             |                    |
| John Travolta           | Staying Alive                       | Tony Manero                 |                    |
| John Travolta           | Two of a Kind                       | Zack Melon                  |                    |
| 1984 (5:e)              |                                     |                             |                    |
| Sylvester Stallone      | Rhinestone                          | Nick Martinelli             |                    |
| Lorenzo Lamas           | Body Rock                           | Chilly                      |                    |
| Jerry Lewis             | Slapstick of Another Kind           | Wilbur Swain / Caleb Swain  |                    |
| Peter O'Toole           | Supergirl                           | Zaltar                      |                    |
| Burt Reynolds           | Cannonball Run II                   | J.J. McClure                |                    |
| Burt Reynolds           | City Heat                           | Mike Murphy                 |                    |
| 1985 (6:e)              |                                     |                             |                    |
| Sylvester Stallone      | Rambo – First Blood II              | John Rambo                  |                    |
| Sylvester Stallone      | Rocky IV                            | Rocky Balboa                |                    |
| Divine                  | En fröken i öknen                   | Rosie Velez                 |                    |
| Richard Gere            | King David                          | David                       |                    |
| Al Pacino               | Revolution                          | Tom Dobb                    |                    |
| John Travolta           | Perfect                             | Adam Lawrence               |                    |
| 1986 (7:e)              |                                     |                             |                    |
| Prince                  | Under the Cherry Moon               | Christopher Tracy           |                    |
| Emilio Estevez          | Maximum Overdrive                   | Bill Robinson               |                    |
| Judd Nelson             | Blue City - Staden bortom lagen     | Billy Turner                |                    |
| Sean Penn               | Shanghai Surprise                   | Glendon Wasey               |                    |
| Sylvester Stallone      | Cobra                               | Marion 'Cobra' Cobretti     |                    |
| 1987 (8:e)              |                                     |                             |                    |
| Bill Cosby              | Leonard Part 6                      | Leonard Parker              |                    |
| "Bruce the Shark"       | Hajen 4                             | En haj                      |                    |
| Judd Nelson             | From the Hip                        | Robin 'Stormy' Weathers     |                    |
| Ryan O'Neal             | Hårda killar dansar inte            | Tim Madden                  |                    |
| Sylvester Stallone      | Over the Top                        | Lincoln Hawk                |                    |
| 1988 (9:e)              |                                     |                             |                    |
| Sylvester Stallone      | Rambo III                           | John Rambo                  |                    |
| Tom Cruise              | Cocktail                            | Brian Flanagan              |                    |
| Bobcat Goldthwait       | I full galopp                       | Fred Chaney                 |                    |
| Jackie Mason            | Caddyshack II                       | Jack Hartounian             |                    |
| Burt Reynolds           | Rent-a-Cop                          | Tony Church                 |                    |
| Burt Reynolds           | Heta nyheter                        | John L. Sullivan IV         |                    |
| 1989 (10:e)             |                                     |                             |                    |
| William Shatner         | Star Trek V - Den yttersta gränsen  | James T. Kirk               |                    |
| Tony Danza              | Håll tassarna borta från min dotter | Doug Simpson                |                    |
| Ralph Macchio           | Karate Kid 3                        | Daniel LaRusso              |                    |
| Sylvester Stallone      | Lock Up                             | Frank Leone                 |                    |
| Sylvester Stallone      | Tango & Cash                        | Ray Tango                   |                    |
| Patrick Swayze          | Next of Kin                         | Truman Gates                |                    |
| Patrick Swayze          | Road House                          | James Dalton                |                    |

## 1990-talet
| År                       | Skådespelare                              | Film                            | Roll                  |
| 1990 (11:e)              |                                           |                                 |                       |
| ------------------------ | ----------------------------------------- | ------------------------------- | --------------------- |
| 1990 (11:e)              | Andrew Dice Clay                          | The Adventures of Ford Fairlane | Ford Fairlane         |
| 1990 (11:e)              | Prince                                    | Graffiti Bridge                 | Barnet                |
| 1990 (11:e)              | Mickey Rourke                             | Skräckens timmar                | Michael Bosworth      |
| 1990 (11:e)              | Mickey Rourke                             | Wild Orchid                     | James Wheeler         |
| 1990 (11:e)              | George C. Scott                           | The Exorcist III                | Lt. William Kinderman |
| 1990 (11:e)              | Sylvester Stallone                        | Rocky V                         | Rocky Balboa          |
| 1991 (12:e)              |                                           |                                 |                       |
| Kevin Costner            | Robin Hood: Prince of Thieves             | Robin Hood                      |                       |
| Andrew Dice Clay         | Dice Rules                                | Sig själv                       |                       |
| Sylvester Stallone       | Oscar                                     | Angelo "Snaps" Provolone        |                       |
| Vanilla Ice              | Cool as Ice                               | Johnny Van Owen                 |                       |
| Bruce Willis             | Höken är lös                              | Eddie "Hudson Hawk" Hawkins     |                       |
| 1992 (13:e)              |                                           |                                 |                       |
| Sylvester Stallone       | Stopp! Annars skjuter morsan skarpt       | Sgt. Joe Bomowski               |                       |
| Kevin Costner            | Bodyguard                                 | Frank Farmer                    |                       |
| Michael Douglas          | Basic Instinct - iskallt begär            | Det. Nick Curran                |                       |
| Michael Douglas          | I örnens klor                             | Ed Leland                       |                       |
| Jack Nicholson           | Hoffa                                     | Jimmy Hoffa                     |                       |
| Jack Nicholson           | Par i trubbel                             | Eugene Earl Axline              |                       |
| Tom Selleck              | Folks!                                    | Jon Aldrich                     |                       |
| 1993 (14:e)              |                                           |                                 |                       |
| Burt Reynolds            | En och en halv snut                       | Det. Nick McKenna               |                       |
| William Baldwin          | Sliver                                    | Zeke Hawkins                    |                       |
| Willem Dafoe             | Body of Evidence                          | Frank Dulaney                   |                       |
| Robert Redford           | Ett oanständigt förslag                   | John Gage                       |                       |
| Arnold Schwarzenegger    | Den siste actionhjälten                   | Jack Slater                     |                       |
| 1994 (15:e)              |                                           |                                 |                       |
| Kevin Costner            | Wyatt Earp                                | Wyatt Earp                      |                       |
| Macaulay Culkin          | Getting Even with Dad                     | Timmy Gleason                   |                       |
| Macaulay Culkin          | Pagemaster – den magiska resan            | Richard Tyler                   |                       |
| Macaulay Culkin          | Richie Rich                               | Richie Rich                     |                       |
| Steven Seagal            | På farlig mark                            | Forrest Taft                    |                       |
| Sylvester Stallone       | Specialisten                              | Ray Quick                       |                       |
| Bruce Willis             | Color of Night                            | Dr. Bill Capa                   |                       |
| Bruce Willis             | Snacka om rackartyg                       | Berättare                       |                       |
| 1995 (16:e)              |                                           |                                 |                       |
| Pauly Shore              | Jury Duty                                 | Tommy Collins                   |                       |
| Kevin Costner            | Waterworld                                | Mariner                         |                       |
| Kyle MacLachlan          | Showgirls                                 | Zack Carey                      |                       |
| Keanu Reeves             | Johnny Mnemonic                           | Johnny Mnemonic                 |                       |
| Keanu Reeves             | En vandring bland molnen                  | Paul Sutton                     |                       |
| Sylvester Stallone       | Dödligt möte                              | Robert Rath                     |                       |
| Sylvester Stallone       | Judge Dredd                               | Judge Joseph Dredd              |                       |
| 1996 (17:e)              |                                           |                                 |                       |
| Delad vinst: Tom Arnold  | Big Bully                                 | Rosco "Fang" Bigger             |                       |
| Delad vinst: Tom Arnold  | Carpool                                   | Franklin Laszlo                 |                       |
| Delad vinst: Tom Arnold  | The Stupids                               | Stanley Stupid                  |                       |
| Delad vinst: Pauly Shore | Bio-Dome                                  | Bud Macintosh                   |                       |
| Keanu Reeves             | Chain Reaction                            | Eddie Kasalivich                |                       |
| Adam Sandler             | Bulletproof                               | Archie Moses                    |                       |
| Adam Sandler             | Happy Gilmore                             | Happy Gilmore                   |                       |
| Sylvester Stallone       | Daylight                                  | Kit Latura                      |                       |
| 1997 (18:e)              |                                           |                                 |                       |
| Kevin Costner            | The Postman – budbäraren                  | Budbäraren (Gordon Krantz)      |                       |
| Val Kilmer               | Helgonet                                  | Simon Templar                   |                       |
| Shaquille O'Neal         | Steel                                     | John Henry Irons / Steel        |                       |
| Steven Seagal            | Fire Down Below                           | Jack Taggart                    |                       |
| Jon Voight               | Anaconda                                  | Paul Sarone                     |                       |
| 1998 (19:e)              |                                           |                                 |                       |
| Bruce Willis             | Armageddon                                | Harry Stamper                   |                       |
| Bruce Willis             | Kod Mercury                               | Art Jeffries                    |                       |
| Bruce Willis             | Belägringen                               | Gen. William Devereaux          |                       |
| Ralph Fiennes            | The Avengers                              | John Steed                      |                       |
| Ryan O'Neal              | An Alan Smithee Film: Burn Hollywood Burn | James Edmunds                   |                       |
| Ryan Phillippe           | 54                                        | Shane O'Shea                    |                       |
| Adam Sandler             | Waterboy                                  | Bobby Boucher                   |                       |
| 1999 (20:e)              |                                           |                                 |                       |
| Adam Sandler             | Big Daddy                                 | Sonny Koufax                    |                       |
| Kevin Costner            | For Love of the Game                      | Billy Chapel                    |                       |
| Kevin Costner            | Kärleksbrev                               | Garret Blake                    |                       |
| Kevin Kline              | Wild Wild West                            | Artemus Gordon                  |                       |
| Arnold Schwarzenegger    | End of Days                               | Jericho Cane                    |                       |
| Robin Williams           | 200-årsmannen                             | Andrew Martin                   |                       |
| Robin Williams           | Jakob the Liar                            | Jakob                           |                       |

## 2000-talet
| År                                                        | Skådespelare                              | Film                                                   | Roll          |
| 2000 (21:a)                                               |                                           |                                                        |               |
| --------------------------------------------------------- | ----------------------------------------- | ------------------------------------------------------ | ------------- |
| 2000 (21:a)                                               | John Travolta                             | Battlefield Earth                                      | Terl          |
| 2000 (21:a)                                               | John Travolta                             | Lucky Numbers                                          | Russ Richards |
| 2000 (21:a)                                               | Leonardo DiCaprio                         | The Beach                                              | Richard       |
| 2000 (21:a)                                               | Adam Sandler                              | Little Nicky                                           | Nicky         |
| 2000 (21:a)                                               | Arnold Schwarzenegger                     | 6:e dagen                                              | Adam Gibson   |
| 2000 (21:a)                                               | Sylvester Stallone                        | Get Carter                                             | Jack Carter   |
| 2001 (22:a)                                               |                                           |                                                        |               |
| Tom Green                                                 | Freddy Got Fingered                       | Gordon "Gord" Brody                                    |               |
| Ben Affleck                                               | Pearl Harbor                              | Capt. Rafe McCawley                                    |               |
| Kevin Costner                                             | 3000 Miles to Graceland                   | Thomas J. Murphy                                       |               |
| Keanu Reeves                                              | Hardball                                  | Conor O'Neill                                          |               |
| Keanu Reeves                                              | Ljuva november                            | Nelson Moss                                            |               |
| John Travolta                                             | Domestic Disturbance                      | Frank Morrison                                         |               |
| John Travolta                                             | Swordfish                                 | Gabriel Shear                                          |               |
| 2002 (23:e)                                               |                                           |                                                        |               |
| Roberto Benigni (dubbad i Godzilla-stil av Breckin Meyer) | Pinocchio                                 | Pinocchio                                              |               |
| Adriano Giannini                                          | Swept Away                                | Giuseppe                                               |               |
| Eddie Murphy                                              | Pluto Nash                                | Pluto Nash / Rex Crater                                |               |
| Eddie Murphy                                              | I Spy                                     | Kelly Robinson                                         |               |
| Eddie Murphy                                              | Showtime                                  | Off. Trey Sellars                                      |               |
| Adam Sandler                                              | Eight Crazy Nights                        | Davey Stone / Whitey Duvall / Eleanore Duvall / Rådjur |               |
| Adam Sandler                                              | Mr. Deeds                                 | Longfellow Deeds                                       |               |
| Steven Seagal                                             | Half Past Dead                            | Sasha Petrosevitch                                     |               |
| 2003 (24:e)                                               |                                           |                                                        |               |
| Ben Affleck                                               | Daredevil                                 | Matt Murdock / Daredevil                               |               |
| Ben Affleck                                               | Gigli                                     | Larry Gigli                                            |               |
| Ben Affleck                                               | Paycheck                                  | Michael Jennings                                       |               |
| Cuba Gooding, Jr.                                         | Boat Trip                                 | Jerry Robinson                                         |               |
| Cuba Gooding, Jr.                                         | Fighting Temptations                      | Darrin Hill                                            |               |
| Cuba Gooding, Jr.                                         | Radio                                     | James Robert "Radio" Kennedy                           |               |
| Justin Guarini                                            | From Justin to Kelly                      | Justin Bell                                            |               |
| Ashton Kutcher                                            | Fullt hus                                 | Hank                                                   |               |
| Ashton Kutcher                                            | Smekmånaden                               | Tom Leezak                                             |               |
| Ashton Kutcher                                            | My Boss's Daughter                        | Tom Stansfield                                         |               |
| Mike Myers                                                | Katten                                    | Katten i hatten                                        |               |
| 2004 (25:e)                                               |                                           |                                                        |               |
| George W. Bush                                            | Fahrenheit 9/11                           | Sig själv                                              |               |
| Ben Affleck                                               | Jersey Girl                               | Oliver "Ollie" Trinke                                  |               |
| Ben Affleck                                               | Surviving Christmas                       | Drew Latham                                            |               |
| Vin Diesel                                                | Chronicles of Riddick                     | Riddick                                                |               |
| Colin Farrell                                             | Alexander                                 | Alexander den store                                    |               |
| Ben Stiller                                               | …och så kom Polly                         | Reuben Feffer                                          |               |
| Ben Stiller                                               | Anchorman                                 | Arturo Mendez                                          |               |
| Ben Stiller                                               | Dodgeball                                 | White Goodman                                          |               |
| Ben Stiller                                               | Envy                                      | Tim Dingman                                            |               |
| Ben Stiller                                               | Starsky & Hutch                           | David Starsky                                          |               |
| 2005 (26:e)                                               |                                           |                                                        |               |
| Rob Schneider                                             | Deuce Bigalow: European Gigolo            | Deuce Bigalow                                          |               |
| Tom Cruise                                                | Världarnas krig                           | Ray Ferrier                                            |               |
| Will Ferrell                                              | En förtrollad romans                      | Jack Wyatt / Darrin Stephens                           |               |
| Will Ferrell                                              | Kicking and Screaming                     | Phil Weston                                            |               |
| Dwayne Johnson                                            | Doom                                      | Asher "Sarge" Mahonin                                  |               |
| Jamie Kennedy                                             | Maskens återkomst                         | Tim Avery                                              |               |
| 2006 (27:e)                                               |                                           |                                                        |               |
| Marlon Wayans & Shawn Wayans                              | Little Man                                | Calvin Simms & Darryl Edwards                          |               |
| Tim Allen                                                 | Nu är det jul igen 3                      | Jultomten / Scott Calvin                               |               |
| Tim Allen                                                 | The Shaggy Dog                            | Dave Douglas                                           |               |
| Tim Allen                                                 | Zoom                                      | Jack Shepard / Captain Zoom                            |               |
| Nicolas Cage                                              | The Wicker Man                            | Edward Malus                                           |               |
| Larry the Cable Guy                                       | Larry the Cable Guy: Health Inspector     | Larry                                                  |               |
| Rob Schneider                                             | The Benchwarmers                          | Gus Matthews                                           |               |
| Rob Schneider                                             | Little Man                                | D-Rex                                                  |               |
| 2007 (28:e)                                               |                                           |                                                        |               |
| Eddie Murphy                                              | Norbit                                    | Norbit Albert Rice                                     |               |
| Nicolas Cage                                              | Ghost Rider                               | Johnny Blaze / Ghost Rider                             |               |
| Nicolas Cage                                              | National Treasure: Hemligheternas bok     | Benjamin Franklin Gates                                |               |
| Nicolas Cage                                              | Next                                      | Cris Johnson                                           |               |
| Jim Carrey                                                | The Number 23                             | Walter Sparrow / Det. Fingerling                       |               |
| Cuba Gooding, Jr.                                         | Kollopapporna                             | Charlie Hinton                                         |               |
| Cuba Gooding, Jr.                                         | Norbit                                    | Deion Hughes                                           |               |
| Adam Sandler                                              | Härmed förklarar jag er Chuck och Larry   | Chuck Levine                                           |               |
| 2008 (29:e)                                               |                                           |                                                        |               |
| Mike Myers                                                | Love Guru                                 | Guru Maurice Pitka                                     |               |
| Larry the Cable Guy                                       | Witless Protection                        | Larry Stalder                                          |               |
| Eddie Murphy                                              | Ett UFO i New York                        | Dave Ming Cheng / Kaptenen                             |               |
| Al Pacino                                                 | 88 Minutes                                | Dr. Jack Gramm                                         |               |
| Al Pacino                                                 | Righteous Kill                            | Det. David "Rooster" Fisk                              |               |
| Mark Wahlberg                                             | The Happening                             | Elliot Moore                                           |               |
| Mark Wahlberg                                             | Max Payne                                 | Max Payne                                              |               |
| 2009 (30:e)                                               |                                           |                                                        |               |
| Jonas Brothers                                            | Jonas Brothers: The 3D Concert Experience | Sig själva                                             |               |
| Will Ferrell                                              | Land of the Lost                          | Dr. Rick Marshall                                      |               |
| Steve Martin                                              | Rosa pantern 2                            | Jacques Clouseau                                       |               |
| Eddie Murphy                                              | Imagine That                              | Evan Danielson                                         |               |
| John Travolta                                             | Old Dogs                                  | Charlie Reed                                           |               |

## 2010-talet
| År                 | Skådespelare                                                  | Film                       | Roll             |
| 2010 (31:a)        |                                                               |                            |                  |
| ------------------ | ------------------------------------------------------------- | -------------------------- | ---------------- |
| 2010 (31:a)        | Ashton Kutcher                                                | Killers                    | Spencer Aimes    |
| 2010 (31:a)        | Ashton Kutcher                                                | Valentine's Day            | Reed Bennett     |
| 2010 (31:a)        | Jack Black                                                    | Gulliver's Travels         | Lemuel Gulliver  |
| 2010 (31:a)        | Gerard Butler                                                 | The Bounty Hunter          | Milo Boyd        |
| 2010 (31:a)        | Taylor Lautner                                                | The Twilight Saga: Eclipse | Jacob Black      |
| 2010 (31:a)        | Taylor Lautner                                                | Valentine's Day            | Willy Harrington |
| 2010 (31:a)        | Robert Pattinson                                              | Remember Me                | Tyler Hawkins    |
| 2010 (31:a)        | Robert Pattinson                                              | The Twilight Saga: Eclipse | Edward Cullen    |
| 2011 (32:a)        |                                                               |                            |                  |
| Adam Sandler       | Jack and Jill                                                 | Jack Sadelstein            |                  |
| Adam Sandler       | Min låtsasfru                                                 | Dr. Danny Maccabee         |                  |
| Russell Brand      | Arthur                                                        | Arthur Bach                |                  |
| Nicolas Cage       | Drive Angry                                                   | Milton                     |                  |
| Nicolas Cage       | Season of the Witch                                           | Behmen von Bleibruck       |                  |
| Nicolas Cage       | Trespass                                                      | Kyle Miller                |                  |
| Taylor Lautner     | Abduction                                                     | Nathan Harper              |                  |
| Taylor Lautner     | The Twilight Saga: Breaking Dawn - Part 1                     | Jacob Black                |                  |
| Nick Swardson      | Bucky Larson: Born to Be a Star                               | Bucky Larson               |                  |
| 2012 (33:e)        |                                                               |                            |                  |
| Adam Sandler       | That's My Boy                                                 | Donny Berger               |                  |
| Nicolas Cage       | Ghost Rider: Spirit of Vengeance                              | Johnny Blaze / Ghost Rider |                  |
| Nicolas Cage       | Seeking Justice                                               | Will Gerard                |                  |
| Eddie Murphy       | A Thousand Words                                              | Jack McCall                |                  |
| Robert Pattinson   | The Twilight Saga: Breaking Dawn - Part 2                     | Edward Cullen              |                  |
| Tyler Perry        | Alex Cross                                                    | Alex Cross                 |                  |
| Tyler Perry        | Good Deeds                                                    | Wesley Deeds               |                  |
| 2013 (34:e)        |                                                               |                            |                  |
| Jaden Smith        | After Earth                                                   | Kitai Raige                |                  |
| Johnny Depp        | The Lone Ranger                                               | Tonto                      |                  |
| Ashton Kutcher     | Jobs                                                          | Steve Jobs                 |                  |
| Adam Sandler       | Grown Ups 2                                                   | Lenny Feder                |                  |
| Sylvester Stallone | Bullet to the Head                                            | James Bonomo               |                  |
| Sylvester Stallone | Escape Plan                                                   | Ray Breslin                |                  |
| Sylvester Stallone | Grudge Match                                                  | Henry 'Razor' Sharp        |                  |
| 2014 (35:e)        |                                                               |                            |                  |
| Kirk Cameron       | Saving Christmas                                              | Kirk                       |                  |
| Nicolas Cage       | Left Behind                                                   | Rayford Steele             |                  |
| Kellan Lutz        | The Legend of Hercules                                        | Hercules                   |                  |
| Seth MacFarlane    | A Million Ways to Die in the West                             | Albert Stark               |                  |
| Adam Sandler       | Blended                                                       | Jim Friedman               |                  |
| 2015 (36:e)        |                                                               |                            |                  |
| Jamie Dornan       | Fifty Shades of Grey                                          | Christian Grey             |                  |
| Johnny Depp        | Mortdecai                                                     | Charlie Mortdecai          |                  |
| Kevin James        | Paul Blart: Mall Cop 2                                        | Paul Blart                 |                  |
| Adam Sandler       | The Cobbler                                                   | Max Simkin                 |                  |
| Adam Sandler       | Pixels                                                        | Sam Brenner                |                  |
| Channing Tatum     | Jupiter Ascending                                             | Caine Wise                 |                  |
| 2016 (37:e)        |                                                               |                            |                  |
| Dinesh D'Souza     | Hillary's America: The Secret History of the Democratic Party | Sig själv                  |                  |
| Ben Affleck        | Batman v Superman: Dawn of Justice                            | Batman / Bruce Wayne       |                  |
| Gerard Butler      | Gods of Egypt                                                 | Set                        |                  |
| Gerard Butler      | London Has Fallen                                             | Mike Banning               |                  |
| Henry Cavill       | Batman v Superman: Dawn of Justice                            | Superman / Clark Kent      |                  |
| Robert De Niro     | Dirty Grandpa                                                 | Richard "Dick" Kelly       |                  |
| Ben Stiller        | Zoolander 2                                                   | Derek Zoolander            |                  |
| 2017 (38:e)        |                                                               |                            |                  |
| Tom Cruise         | The Mummy                                                     | Nick Morton                |                  |
| Johnny Depp        | Pirates of the Caribbean: Salazar's Revenge                   | Kapten Jack Sparrow        |                  |
| Jamie Dornan       | Fifty Shades Darker                                           | Christian Grey             |                  |
| Zac Efron          | Baywatch                                                      | Matt Brody                 |                  |
| Mark Wahlberg      | Daddy's Home 2                                                | Dusty Mayron               |                  |
| Mark Wahlberg      | Transformers: The Last Knight                                 | Cade Yeager                |                  |

## Flerfaldiga vinster
4 vinster
- Sylvester Stallone

3 vinster
- Kevin Costner
- Adam Sandler

2 vinster
- Pauly Shore

## Flerfaldiga nomineringar
| 14 nomineringar - Sylvester Stallone 11 nomineringar - Adam Sandler 7 nomineringar - Kevin Costner 5 nomineringar - Nicolas Cage - Eddie Murphy - John Travolta 4 nomineringar - Ben Affleck - Arnold Schwarzenegger 3 nomineringar - Ashton Kutcher - Keanu Reeves - Burt Reynolds - Steven Seagal - Bruce Willis | 2 nomineringar - Christopher Atkins - Gerard Butler - Andrew Dice Clay - Tom Cruise - Johnny Depp - Will Ferrell - Cuba Gooding, Jr. - Larry the Cable Guy - Taylor Lautner - Mike Myers - Judd Nelson - Ryan O'Neal - Al Pacino - Robert Pattinson - Prince - Rob Schneider - Pauly Shore - Ben Stiller |